# ブグウェリ県
ブグウェリ県（ブグウェリけん、英語: Bugweri District）は、ウガンダ東部地域の県のひとつ。伝統的にはブソガ地方に属している。

## 歴史
2018年にイガンガ県より分離。人口は約16万人（2014年国勢調査）。

## 隣接する県
- ブギリ県
- ナムトゥンバ県
- イガンガ県
- マユゲ県